# Brian Hunter (baseball, 1968)
Pour les articles homonymes, voir Brian Hunter (baseball, 1971) et Brian Hunter.
Brian Raynold Hunter (né le 4 mars 1968 à Torrance, Californie, États-Unis) est un ancien joueur de premier but au baseball. 
Il évolue dans la Ligue majeure de baseball de 1991 à 1996 et de 1998 à 2000, jouant notamment 5 de ses 9 saisons avec les Braves d'Atlanta. 
Il est le demi-frère de Loree Moore, une joueuse de basket-ball. 

## Carrière
Brian Hunter débute dans le baseball majeur le 31 mai 1991 avec les Braves d'Atlanta. Il fait partie de l'équipe des Braves qui atteint les Séries mondiales en 1991 et 1992, deux finales qui se terminent sur des défaites. Il frappe contre John Smiley un coup de circuit de deux points dès la première manche de la Série de championnat 1991 de la Ligue nationale, un match que les Braves remportent 4-0 sur les Pirates de Pittsburgh et qui propulse l'équipe en grande finale. Il frappe plus tard un circuit face aux Twins du Minnesota dans le 5e match de la Série mondiale 1991.
En août 1993, à sa troisième année à Atlanta, les Braves essaient de l'échanger aux Expos de Montréal pour le vétéran lanceur droitier Dennis Martínez, mais ce dernier invoque une clause de non échange pour bloquer le transfert. Les Braves échangent finalement Hunter aux Pirates de Pittsburgh contre un joueur de ligues mineures après la saison 1993. Après avoir entrepris 1994 à Pittsburgh, il complète l'année chez les Reds de Cincinnati, à qui les Pirates l'échangent le 27 juillet contre Micah Franklin, un joueur de champ extérieur. 
Quittant Cincinnati après la saison 1995, Hunter évolue pour les Mariners de Seattle en 1996, ne joue qu'en ligues mineures avec des clubs affiliés à ces derniers en 1997, revient dans les majeures avec les Cardinals de Saint-Louis en 1998, puis fait un second séjour avec les Braves d'Atlanta en 1999 et 2000. Pour la troisième fois, il fait partie d'une équipe des Braves championne de la Ligue nationale et joue en Série mondiale 1999, finale qui se termine une fois de plus par une défaite d'Atlanta. Hunter termine sa carrière dans les majeures en partageant la saison 2000 entre Atlanta et les Phillies de Philadelphie.
En 699 matchs joués sur 9 saisons dans le baseball majeur, Brian Hunter compile 364 coups sûrs dont 67 circuits, 259 points produits et 187 points marqués. Sa moyenne au bâton en carrière s'élève à ,234. 
Après sa carrière de joueur, il est dépisteur dans l'organisation des Braves d'Atlanta.